# Franciska av Amboise
Franciska av Amboise (franska: Françoise d'Amboise), född 9 maj 1427 i Thouars i Frankrike, död 4 november 1485 i Nantes i Frankrike, var hertiginna av Bretagne som gift med hertig Peter II av Bretagne. Hon är saligförklarad inom katolska kyrkan.
Som dotter till vicegreven Ludvig av Amboise och vicegrevinnan Louise-Marie av Rieux, växte hon upp vid det bretonska hovet. 
Hon trolovades med den bretonska hertigens andre son vid tre års ålder 1430 och gifte sig vid femton års ålder 1442 med hertig Peter II. Maken efterträdde sin bror som hertig 1450, och Franciska deltog i regeringsarbetet. 
Efter makens död 1457 kom hon i konflikt med Ludvig XI, som ville gifta sig med henne. Hon grundade karmelitordens första kloster i Frankrike år 1463, och blev nunna 1468.